# Видно
Видно (болг. Видно) — село в Болгарии. Находится в Добричской области, входит в общину Каварна. Население составляет 171 человек.

## Политическая ситуация
В местном кметстве Видно, в состав которого входит Видно, должность кмета (старосты) исполняет Донка Стоянова Велева (Болгарская социалистическая партия (БСП)) по результатам выборов.
Кмет (мэр) общины Каварна —  Цонко Здравков Цонев (независимый) по результатам выборов.